# 暮坪湘江大桥
暮坪湘江大桥是一座位于中国湖南省长沙市，连接岳麓区和天心区的一座横跨湘江的钢桁架系杆中承式拱桥。建成后，将成为长沙城南片区与大王山片区的重要连接通道以及湘江长沙段最南端的过江公路大桥。同时，该桥为浏阳澄潭江至宁乡沙田公路工程一部分。该桥按照一级公路设置，设计时速为60千米每小时，设双向六车道，总计投资27.4亿元。